# Ì
Cette page contient des caractères spéciaux ou non latins. S’ils s’affichent mal (▯, ?, etc.), consultez la page d’aide Unicode.
Ì (minuscule : ì, ou i̇̀ en lituanien), appelé I accent grave, est un graphème utilisé dans les alphabets du gaélique écossais, de l’italien, du tshiluba et du vietnamien comme variante de la lettre « I ». Il s’agit de la lettre I diacritée d'un accent grave.

## Utilisation
En français, ‹ ì › est uniquement utilisé dans certains mots d’emprunt et n’est pas traditionnellement considéré comme faisant partie de l’alphabet.
- Gaélique écossais : le ‹ ì › représente la voyelle fermée antérieure non arrondie longue /iː/.
- Lituanien : le I ‹ I, i › peut être combiné avec un accent grave indiquant une syllabe tonique, et celui-ci conserve son point en chef en bas de casse : ‹ Ì, i̇̀ ›[1].

### Langues à tons
Dans plusieurs langues tonales le ‹ ì › représente le même son que le ‹ i › et l’accent grave indique le ton bas. Mais il y a d’autres utilisations :
- Vietnamien : ‹ ì › représente le ton bas trainant de ‹ i ›.
- Hanyu pinyin : ‹ ì › indique le ton descendant de ‹ i ›

## Représentations informatiques
Le I accent grave peut être représenté avec les caractères Unicode suivants :
- précomposé (supplément Latin-1) :

| forme     | représentation | chaîne de caractères | point de code | description                            |
| --------- | -------------- | -------------------- | ------------- | -------------------------------------- |
| capitale  | Ì              | Ì                    | U+00CC        | lettre majuscule latine i accent grave |
| minuscule | ì              | ì                    | U+00EC        | lettre minuscule latine i accent grave |

- décomposé (latin de base, diacritiques) :

| forme                 | représentation | chaîne de caractères | point de code        | description                                                                  |
| --------------------- | -------------- | -------------------- | -------------------- | ---------------------------------------------------------------------------- |
| capitale              | Ì              | I◌̀                   | U+0049 U+0300        | lettre majuscule latine i diacritique accent grave                           |
| minuscule             | ì              | i◌̀                   | U+0069 U+0300        | lettre minuscule latine i diacritique accent grave                           |
| minuscule lituanienne | i̇̀              | i◌̇◌̀                  | U+0069 U+0307 U+0300 | lettre minuscule latine i diacritique point en chef diacritique accent grave |

Il peut aussi être représenté dans d’anciens codages :
- ISO/CEI 8859-1, 3, 9, 14, 15 et 16 :
  - capitale Ì : CC
  - minuscule ì : EC

Il peut aussi être représenté avec des entités HTML :
- capitale Ì : Ì
- minuscule ì : ì

Sur les claviers Windows, il peut être tapé en appuyant sur: Alt+222